# Spirodela
Spirodela là một chi thực vật có hoa trong họ Ráy

## Hình ảnh

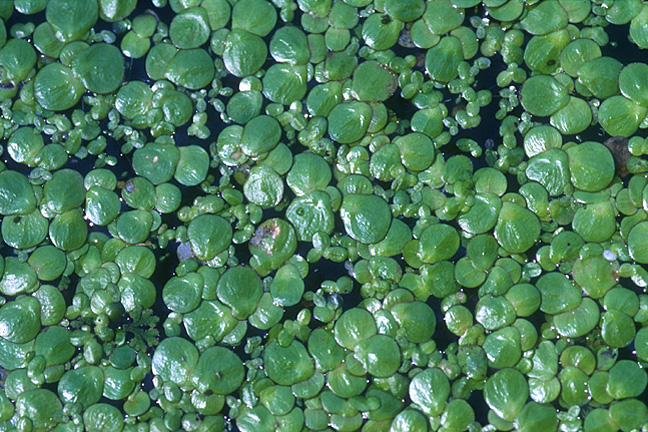
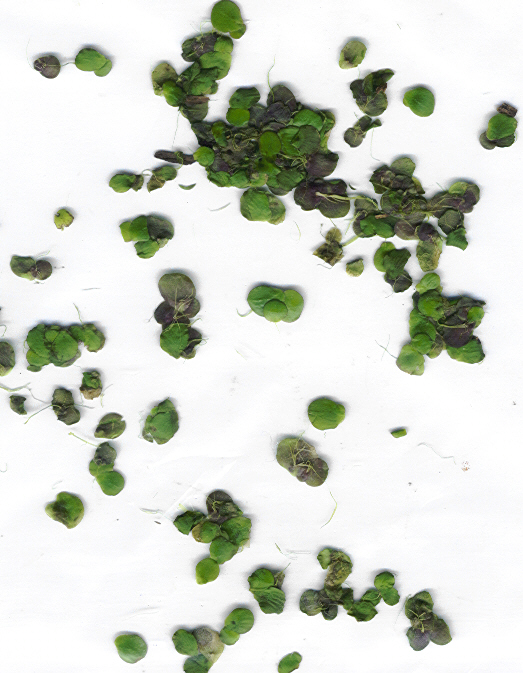

## Loài
Chi này gồm các loài sau:
- S. intermedia
- S. oligorrhiza
- S. polyrrhiza
- S. punctata
- S. sichuanensis